# Partícula relativística
Uma partícula relativística é uma partícula que se move a uma velocidade relativística , ou seja, a uma velocidade comparável à velocidade da luz. Isto é alcançado pelos fótons à medida que os efeitos descritos pela relatividade restrita são capazes de descrever cada uma dessas partículas por si mesmas. Existem várias abordagens para descrever o movimento de uma ou de múltiplas partículas relativísticas, sendo que as postulações através das equações de Dirac sobre o movimento de uma única partícula são o exemplo mais proeminente.